# Bombycilla
Bombycilla es un género de aves paseriformes representados por tres especies que habitan los bosques boreales de Norteamérica y Eurasia. Es el único género de la familia de los bombicílidos o ampelis (Bombycillidae).

## Especies
El género agrupa las siguientes especies:
- Bombycilla cedrorum, ampelis americano.
- Bombycilla garrulus, ampelis europeo.
- Bombycilla japonica, ampelis japonés.